# Krypto the Superdog
Krypto the Superdog è una serie televisiva a cartoni animati statunitense prodotta da DC Comics e Warner Bros. Animation, basata sul personaggio di Krypto, il cane di Superman. Negli USA è andata in onda per la prima volta su Cartoon Network il 25 marzo 2005 e poi su Kids' WB nel settembre 2006. La prima stagione consta di 26 episodi, la seconda di 13: la serie è stata chiusa il 15 dicembre 2006, con un ultimo episodio doppio, Iguanukkah.
In Italia il cartone animato è andato in onda in prima visione su Boomerang a partire dal 12 settembre 2005, e successivamente è stato riproposto in chiaro prima su Rai 2 dal 1º marzo 2006 e quindi per la prima volta su Italia 1 in orario notturno dal 3 al 10 maggio 2019. Negli USA esiste anche una serie di fumetti di 20 numeri basata sulla serie televisiva, pubblicata dalla DC Comics col marchio Johnny DC fra il 2005 e il 2006.

## Trama
Il pianeta Krypton sta per essere distrutto, così Jor-El, padre di Superman, costruisce un'astronave e vi mette a bordo un cagnolino bianco di nome Krypto, quindi la manda nello spazio per un volo di prova per vedere se è sicura per un viaggio interstellare. Ma Krypto, giocando con una pallina di gomma, danneggia i comandi, così il sistema della navetta addormenta il cucciolo e si dirige verso la Terra.
All'arrivo sulla Terra, Krypto scopre di essere diventato adulto, e di possedere superpoteri simili a quelli di Superman (dal momento che tutti gli esseri viventi Kryptoniani acquistano superpoteri se esposti ad un sole giallo come quello terrestre). Più tardi, Krypto viene adottato da un ragazzino terrestre di nome Kevin Whitney, con il benestare dello stesso Superman. Krypto vive con la famiglia di Kevin facendo finta di essere un cane normale, ma ha anche un alter ego, il supereroe "Superdog" (il padroncino è l'unico membro della famiglia a conoscenza del segreto).
Nella serie, Krypto e i molti altri animali sono in grado di capirsi tra loro, ma non con gli umani, fatta eccezione per Kevin (che può infatti comunicare con loro grazie ad un traduttore universale donatogli dal cane) e, ovviamente, per gli spettatori.

## Personaggi

### Personaggi principali
Krypto/Superdog
Il protagonista della serie e il cane di Superman. Nel primo episodio racconta di essere stato l'animale domestico di un ragazzino del pianeta Krypton, ragazzino che si rivelerà poi essere Superman (questa "versione" di Krypto è diversa da quella che appare in altri media, come i fumetti originari di Superboy o la serie televisiva Smallville). Possiede gli stessi superpoteri di Superman, alcuni dei quali "potenziati" dalla sua natura canina, in particolare il super-udito e il super-olfatto. Krypto inoltre "condivide" con Superman le stesse convinzioni e valori morali, cosa sulla quale i suoi nemici talvolta fanno leva come punto debole. Nella versione inglese della serie, la voce di Krypto è di Samuel Vincent, nell'edizione italiana è di Alberto Bognanni.
Asso/Batdog
In inglese si chiama Ace the Bat-Hound ed è il cane di Batman: un cane da pastore tedesco. Si considera socio di Batman, e odia quando qualcuno si riferisce a Bruce Wayne come al suo "padrone". Indossa una maschera nera che gli copre tutto il muso e un mantello simile a quello di Batman (anche la sua personalità ricorda quella del cavaliere oscuro); combatte il crimine usando le sue capacità investigative e soprattutto i numerosi gadget e trucchi nascosti nel bat-collare. Se l'uomo pipistrello ha la sua Batmobile, Asso viaggia su una piattaforma volante a razzi. Anche se ripete continuamente di essere uno che "lavora da solo", spesso fa squadra con Krypto e insieme lottano contro nemici comuni: Iside, la gatta di Catwoman, le iene di Joker e gli uccelli ammaestrati del Pinguino. Nella versione inglese della serie, la sua voce è di Scott McNeil.
Streghetto/Supercat
In inglese si chiama Streaky ed è il gatto di Andreina, la vicina di casa di Kevin. A differenza dei fumetti, non riceve i suoi superpoteri dalla kriptonite, ma da un "raggio duplicatore" (episodio 3) che gli trasferisce una parte delle capacità di Krypto. Streghetto è un supereroe molto meno "serio" di Krypto, e spesso necessita di essere "convinto" a compiere imprese eroiche, ma è comunque un fedele alleato per Superdog. Nella versione inglese della serie, la sua voce è di Brian Drummond, nell'edizione italiana è di George Castiglia.
Kevin Whitney
Il ragazzino che ha adottato Krypto, col permesso di Superman. Spesso si diverte ad accompagnare Krypto nelle sue imprese eroiche; inoltre consiglia a Krypto di nascondere la sua astronave in un buco nel terreno sotto la sua casa. Nella versione inglese della serie, la sua voce è di Alberto Ghisi, nell'edizione italiana è di Barbara Pitotti.
Melanie Whitney
Sorella minore di Kevin, chiama Krypto "Kippo". A differenza dei genitori, si rende conto (già dal primo episodio) che Krypto e Superdog sono lo stesso cane, ma non viene creduta. Nella versione inglese della serie, la sua voce è di Tabitha St. Germain, nell'edizione italiana è di Ilaria Giorgino.
Andreina
Il suo vero nome è Andrea, ma lei ci tiene ad essere chiamata Andreina. È la vicina di casa di Kevin, nonché padrona di Streghetto. Tratta il suo gatto come un bambino, e adora vestirlo per gioco nei modi più stravaganti; all'inizio della storia ignora l'identità segreta di Streghetto, ma la scoprirà per caso più avanti nella serie. Andreina è ebrea: nell'episodio finale, Iguanukkah, lei ed i suoi amici si ritrovano in casa sua a festeggiare Hanukkah (inoltre nella sua casa è chiaramente visibile una menorah). Nella versione inglese della serie, la sua voce è di Tabitha St. Germain, nell'edizione italiana è di Deborah Ciccorelli.
La Pattuglia delle Stelle Canine
In inglese si chiamano The Dog Star Patrol e sono una sorta di Legione dei Supereroi canina. Viaggiano nello spazio a bordo di un'astronave a forma di idrante in cerca di criminali da combattere; ogni membro della Pattuglia è di una diversa razza, di un diverso colore e ha un suo superpotere. Capo della squadra è Lady Brain (Brainy Barker), una levriera afgana viola con poteri telepatici (voce di Ellen Kennedy in inglese, voce di Irene Di Valmo in italiano), ma tra gli altri figurano una chihuahua "gonfiabile" (doppiata in italiano da Perla Liberatori), un bulldog che, tenendo fede al significato del termine inglese bull (cioè toro), ha grandi corna bovine (doppiato in italiano da Emidio La Vella) , un Basset-Hound multibraccia, un terrier verde dalla coda allungabile (doppiato in italiano da Maurizio Reti), un Siberian Husky con un dente gigantesco, un bassotto capace di generare calore e sputare fuoco (per questo è chiamato Hot Dog, doppiato in italiano da Edoardo Nordio), e per finire un grosso cane da pastore apparso in una sola puntata il cui unico superpotere è sbavare.

### Nemici
Robogatto
In inglese si chiama Mechanikat è l'antagonista principale della serie, un gatto cyborg venuto dallo spazio. In ogni episodio in cui appare, elabora un complicato piano per la conquista della Terra, piano che viene sempre puntualmente sventato da Krypto e Streghetto. I suoi più fidati luogotenenti sono due gatti "in carne e ossa" (vedi oltre), ma per il resto il suo esercito è costituito da grossi gatti-robot. Nell'edizione inglese la sua voce è di Mark Oliver, nell'edizione italiana è di Pierluigi Astore.
Vercingetorige
In inglese si chiama Snooky Wookums è il braccio destro di Robogatto, nonché suo agente segreto. Nonostante l'aspetto di un innocuo gattino azzurro, è malefico ed astuto come il suo capo. Nell'edizione inglese la sua voce è di Nicole Bouma, nell'edizione italiana è di Maura Cenciarelli.
Delilah
È una gatta che fa parte dell'entourage di Robogatto.
Doppiata in italiano da Maura Cenciarelli. 
Bailey
È il terribile cugino di Kevin. Scopre il segreto di Krypto, ma nessuno gli crede a causa della sua fama di bugiardo.
Ignazio
In inglese si chiama Ignatius ed è l'iguana domestica di Lex Luthor, vive in un lussuoso terrario nella sede della LexCorp. Come il suo padrone, è intelligente, vanesio e dalla dubbia moralità, anche se non è completamente malvagio come altri personaggi della serie. Per soddisfare i propri frivoli capricci si imbarca in imprese pericolose (spesso aventi a che fare con fantascientifici macchinari creati dall'avanzata tecnologia della LexCorp), che spesso finiscono per provocano guai a sé stesso e all'intera città. Nell'edizione inglese la sua voce è di Scott McNeil, nell'edizione italiana è di Giuliano Santi.
Bud e Lou
Sono le iene del Joker, già apparse in una precedente serie animata su Batman. Sono identici tranne che per il collare, viola per Bud e verde per Lou. I loro nomi sono un riferimento ai nomi originali di Gianni e Pinotto (Bud Abbott e Lou Costello). A differenza della precedente serie animata, in cui il loro pelo era marroncino, qui il loro pelo è color rosso sangue, un po' come il costume di Harley Quinn.
Iside
In inglese si chiama Isis ed è la gatta di Catwoman, ladra e ammaliatrice come la sua padrona (Streghetto inizialmente aveva una cotta per lei). In questa serie è una siamese, mentre nella già citata serie animata su Batman era di razza sconosciuta di colore scuro. Il suo doppiatore inglese è Kathleen Barr.
Gli uccelli del Pinguino
In inglese si chiamano The Bad News Birds e sono un pulcinella di mare, un avvoltoio e un pinguino il cui compito è mettere in pratica i loschi e complicati piani del Pinguino.

### Personaggi minori
Elasticane
In inglese si chiama Stretch-O-Mutt ed è l'ultimo dei cani da guardia dello S.T.A.R. Labs (il centro di ricerca fittizio tipico dei fumetti DC Comics), ma, dopo essere caduto in una cisterna piena di sostanze chimiche, si trasforma in un cane di gomma blu scuro. Anche se a volte è ingenuo e pasticcione, è anche pieno di risorse: può allungare i propri arti (come Plastic Man) e anche cambiare aspetto, trasformandosi in oggetti o altri personaggi. Il suo doppiatore inglese è Lee Tockar.
Fulmine
In inglese si chiama Thundermutt ed è un cane-attore molto egocentrico. Interpreta un supercane cinematografico, anche se nella realtà è un fifone. Per migliorare il suo personaggio, prende parte alle imprese di Krypto ed Asso, con scarsi risultati.
Jimmy il topo
In inglese si chiama Jimmy the Rat ed è l'informatore di Krypto ed Asso. Vive nei bassifondi della città alla ricerca di formaggio.
Robbie il pettirosso
In inglese si chiama Robbie the Robin è un pettirosso che, dopo essere stato salvato da Asso, decide di ripagarlo diventando il suo compagno di avventure, come lo è Robin per Batman, ma sa solo combinare guai.
Il fan club di Supercat
Sono un gruppo di gattini che adorano Supercat; non a caso il leader gruppo è il nipote di Streghetto.

## Episodi
Ogni episodio inizia con una schermata che mostra il titolo originale inglese, l'autore dei testi e il regista. Nella versione italiana, il doppiatore di Krypto legge il titolo italiano che non appare scritto e spesso non corrisponde alla traduzione del titolo originale.

### Stagione 1
| N° | Titolo originale              | Titolo italiano                  | Prima TV USA    | Prima TV Italia   |
| -- | ----------------------------- | -------------------------------- | --------------- | ----------------- |
| 1  | Krypto's Scrypto              | Le origini                       | 25 marzo 2005   | 12 settembre 2005 |
| 2  | Super-Flea                    | La super pulce                   | 5 aprile 2005   |                   |
| 2  | A Bug's Strife                | Salviamo il bruco!               | 5 aprile 2005   |                   |
| 3  | Meet the Dog Stars            | La pattuglia delle stelle canine | 6 aprile 2005   |                   |
| 3  | The Streaky Story             | Streghetto supergatto            | 6 aprile 2005   |                   |
| 4  | Diaper Madness                | Il teletrasporto portatile       | 8 aprile 2005   |                   |
| 4  | Feline Fatale                 | Una languida gattina             | 8 aprile 2005   |                   |
| 5  | Dog-Gone Kevin                | Il cucciolo super Kevin          | 10 aprile 2005  |                   |
| 5  | The Dark Hound Strikes!       | La mostra canina                 | 10 aprile 2005  |                   |
| 6  | My Pet Boy                    | Cucciolo d'uomo                  | 11 aprile 2005  |                   |
| 6  | Dem Bones                     | La sfida di Robogatto            | 11 aprile 2005  |                   |
| 7  | Bat Hound for a Day           | Furto di gioielli                | 12 aprile 2005  |                   |
| 7  | Dogbot                        | Robocane                         | 12 aprile 2005  |                   |
| 8  | Old Dog, New Tricks           | Pensionamento anticipato         | 13 aprile 2005  |                   |
| 8  | Talk to the Animals           | Il linguaggio degli animali      | 13 aprile 2005  |                   |
| 9  | My Uncle, the Superhero       | Zio Streghetto supereroe         | 14 aprile 2005  |                   |
| 9  | Top Dog                       | Fulmine Superdog                 | 14 aprile 2005  |                   |
| 10 | Puss in Space Boots           | Streghetto salva Krypto          | 15 aprile 2005  |                   |
| 10 | Teeny Tiny Trouble            | Il raggio rimpicciolitore        | 15 aprile 2005  |                   |
| 11 | Dogbot to the Rescue          | Un robot Mega-Extra-Extra Super  | 18 aprile 2005  |                   |
| 11 | Bad Bailey                    | Le bugie hanno le gambe corte    | 18 aprile 2005  |                   |
| 12 | Bat Hound's Bad Luck          | Batdog perde colpi               | 19 aprile 2005  |                   |
| 12 | Circus of the Dog Stars       | Attrazioni da circo              | 19 aprile 2005  |                   |
| 13 | The Living End                | Una coda dispettosa              | 20 aprile 2005  |                   |
| 13 | The Dog Days of Winter        | Ondata di calore                 | 20 aprile 2005  |                   |
| 14 | Bad Hair Day                  | Pelo e contropelo                | 21 aprile 2005  |                   |
| 14 | The Cat and the Bat           | A pesca con Supercat             | 21 aprile 2005  |                   |
| 15 | Melanie's Monkey              | Cucciolo di scimmia              | 22 aprile 2005  |                   |
| 15 | Funny Business                | Le bolle ridarelle               | 22 aprile 2005  |                   |
| 16 | Now You See Him...            | Un supereroe... sparito          | 25 aprile 2005  |                   |
| 16 | Bones of Contention           | Un regalo pericoloso             | 25 aprile 2005  |                   |
| 17 | Superdog? Who's Superdog?     | Superdog? Chi è Superdog?        | 26 aprile 2005  |                   |
| 17 | The Good Life                 | La bella vita                    | 26 aprile 2005  |                   |
| 18 | Streaky's Supercat Tale       | Un'avventura... inventata        | 27 aprile 2005  |                   |
| 18 | The New Recruit               | Un bagno rinfrescante            | 27 aprile 2005  |                   |
| 19 | Up, up and Away               | La dieta di elio                 | 28 aprile 2005  |                   |
| 19 | Dinosaur Time                 | Ignazio, re dei dinosauri        | 28 aprile 2005  |                   |
| 20 | Puppy Problems                | Il raggio rincucciolente         | 29 aprile 2005  |                   |
| 20 | Switching Sides               | Ignazio superlucertola           | 29 aprile 2005  |                   |
| 21 | Leaf of Absence               | Alberi pensanti                  | 2 maggio 2005   |                   |
| 21 | Big Sister                    | La Sorellona                     | 2 maggio 2005   |                   |
| 22 | Bat Hound Meets the Dog Stars | Asso detective                   | 27 maggio 2005  |                   |
| 22 | A Dog's Life                  | Vita da cane                     | 27 maggio 2005  |                   |
| 23 | Stray for a Day               | I gioielli della regina          | 3 giugno 2005   |                   |
| 23 | Ruffled Feathers              | Gelosia                          | 3 giugno 2005   |                   |
| 24 | Bat Hound and The Robin       | Un uccellino invadente           | 10 giugno 2005  |                   |
| 24 | Furry Fish                    | Avventura in fondo al mare       | 10 giugno 2005  |                   |
| 25 | Tusky's Tooth                 | La fata dei dentini              | 17 giugno 2005  |                   |
| 25 | When Penguins Fly             | Dondolo il superpinguino         | 17 giugno 2005  |                   |
| 26 | Storybook Holiday             | Nel regno delle fiabe            | 5 dicembre 2005 |                   |

### Stagione 2
| N° | Titolo originale                 | Titolo italiano                       | Prima TV USA     | Prima TV Italia |
| -- | -------------------------------- | ------------------------------------- | ---------------- | --------------- |
| 27 | Kids in Capes                    | Supereroi per un giorno               | 24 aprile 2006   |                 |
| 27 | Attack of the Virtual Vegetables | L'attacco delle verdure virtuali      | 24 aprile 2006   |                 |
| 28 | Mechani-Bot                      | Chi è il più cattivo del reame?       | 25 aprile 2006   |                 |
| 28 | Stretch-O-Mutt to the Rescue     | Elasticane in missione di salvataggio | 25 aprile 2006   |                 |
| 29 | Growing Pains                    | I dolori della crescita               | 26 aprile 2006   |                 |
| 29 | K-9 Krusader                     | Fulmine un attore scrupoloso          | 26 aprile 2006   |                 |
| 30 | Andrea Finds Out                 | Andreina scopre la verità             | 27 aprile 2006   |                 |
| 30 | Magic Mutts                      | Il coniglio ruba-carote               | 27 aprile 2006   |                 |
| 31 | Reptile Round-Up                 | Retata di rettili                     | 28 aprile 2006   |                 |
| 31 | Streaky's Field Trip             | I segreti di Supercat                 | 28 aprile 2006   |                 |
| 32 | Pied Pussycat Piper              | La gatta pifferaia magica             | 1º maggio 2006   |                 |
| 32 | Solar Specs                      | Elasticane in incognito               | 1º maggio 2006   |                 |
| 33 | Too Many Cooks                   | Troppi galli nel pollaio              | 2 maggio 2006    |                 |
| 33 | Join the Club                    | Vercingetorige in missione segreta    | 2 maggio 2006    |                 |
| 34 | Bailey's Back                    | Il ritorno di Bailey                  | 3 maggio 2006    |                 |
| 34 | Streaky's Inner Struggle         | La lotta interiore di Streghetto      | 3 maggio 2006    |                 |
| 35 | Face Time                        | Sei supereroi fuori combattimento     | 4 maggio 2006    |                 |
| 35 | Catopia                          | Il Krypto-micio                       | 4 maggio 2006    |                 |
| 36 | The Parrot and the Pirates       | Il pappagallo e i pirati              | 5 maggio 2006    |                 |
| 36 | Robbie's Return                  | Il ritorno di Robbie                  | 5 maggio 2006    |                 |
| 37 | Revolt of the Beavers            | La rivolta dei castori                | 8 dicembre 2006  |                 |
| 37 | Invasion From the Planet Peanut  | Invasione dal pianeta Arachide        | 8 dicembre 2006  |                 |
| 38 | Mechanikalamity                  | Robo-calamita                         | 12 dicembre 2006 |                 |
| 38 | Barrump Barrump                  | Brump Brump                           | 12 dicembre 2006 |                 |
| 39 | Iguanukkah                       | Iguanukkah                            | 15 dicembre 2006 |                 |